# Жанна де Дивион
Жанна де Дивион (фр. Jeanne de Divion; ок. 1293 — 6 октября 1331, Париж) — французская дворянка, известная фальсификацией документов по тяжбе с графством Артуа.

## Биография
Происходила из обедневшей дворянской семьи де Дивион, вышла замуж за рыцаря Пьера де Бруа, позднее стала любовницей Тьерри Д’Ирсона, священнослужителя и епископа города Аррас. После его смерти получила наследство 3000 ливров, но графиня Маго отобрала её состояние и Жанна уехала в Париж.
Прибыв в Париж, она помогала графу Роберту д’Артуа в составлении бумаги, которая подтверждала права Роберта на графство Артуа. С помощью одного из доверенных лиц Жана Ронделя, она составила документ и запечатала его в присутствии своих служанок. Затем Жанна совершила поездку в графство Артуа, чтобы собрать нужную ей печать для подделки документа, но поездка была неудачной. Затем Жанна решила сама изготовить поддельную печать, используя некоторые способы, и через некоторое время она сумела изготовить графскую печать.
В течение нескольких месяцев умирают Маго и её дочь Жанна II, ставшая наследницей графства. В обоих случаях обвиняли Роберта и Жанну де Дивион, поскольку молва считала, что смерти двух женщин выгодны Роберту. В декабре 1330 года Роберт использовал изготовленную Жанной подделку в качестве доказательства, но после проверки документа, он был объявлен подложным, а Жанна была арестована и отправлена в темницу.
На допросе под пытками Жанна отрицала свою вину, заявив что её заставили и она не собиралась в этом участвовать. Суд приговорил её к смертной казни и 6 октября 1331 года она была сожжена на костре в Париже.

## В культуре
В романе Мориса Дрюона «Лилия и лев» из серии «Проклятые короли» Жанна де Дивион переходит на службу Роберту д’Артуа и занимается фальсификацией документов, арестована благодаря интригам влюблённой в Роберта Беатрисы д’Ирсон, погибает на костре, но Беатрису казнят за предательство и колдовство по приказу Роберта.
- Проклятые короли (мини-сериал, 1972) — Анни Бертен
- Проклятые короли (мини-сериал, 2005) — Софи Брусталь